# Мадагаскарска пустинарка
Мадагаскарската пустинарка (Pterocles personatus) е вид птица от семейство Пустинаркови (Pteroclidae).

## Разпространение
Видът е разпространен в Мадагаскар.